# Alvin Julian
Alvin Fred "Doggie" Julian (Reading, Pensilvania, 5 de abril de 1901-Worcester, Massachusetts, 28 de julio de 1967) fue un entrenador de baloncesto estadounidense que dirigió durante 29 años equipos de la NCAA y también durante dos temporadas a los Boston Celtics de la NBA. Es miembro del Basketball Hall of Fame desde 1968.

## Trayectoria deportiva

### Jugador
En su etapa de universitario en la Universidad Bucknell fue uno de los jugadores más destacados de los equipos de béisbol y de baloncesto, llegando a ser profesional en el equipo de Reading en la International League de béisbol, y también como jugador de fútbol americano con los Pottsville Maroons de la NFL.

### Entrenador
Comenzó su carrera como entrenador en el fútbol americano, llevando durante dos años el equipo del Albright College, para posteriormente entrenar al equipo de baloncesto del Muhlenberg College, donde permaneció 9 temporadas.
En 1945 se hizo cargo del College of the Holy Cross, y solo un año después, con Bob Cousy en sus filas, se haría con el Torneo de la NCAA tras derrotar a Oklahoma en la final disputada en el Madison Square Garden de Nueva York.
En 1948 se haría cargo por primera vez de un equipo profesional, los Boston Celtics, entonces en la BAA, donde permanecería durante dos temporadas, en las que consiguió 47 victorias y 81 derrotas.
Regresó al baloncesto universitario en 1950 para dirigir al Dartmouth College hasta la fecha de su fallecimiento, en 1967, con los que ganó el torneo de la Ivy League en tres ocasiones, en 1956, 1958 y 1959.